# Mincepie

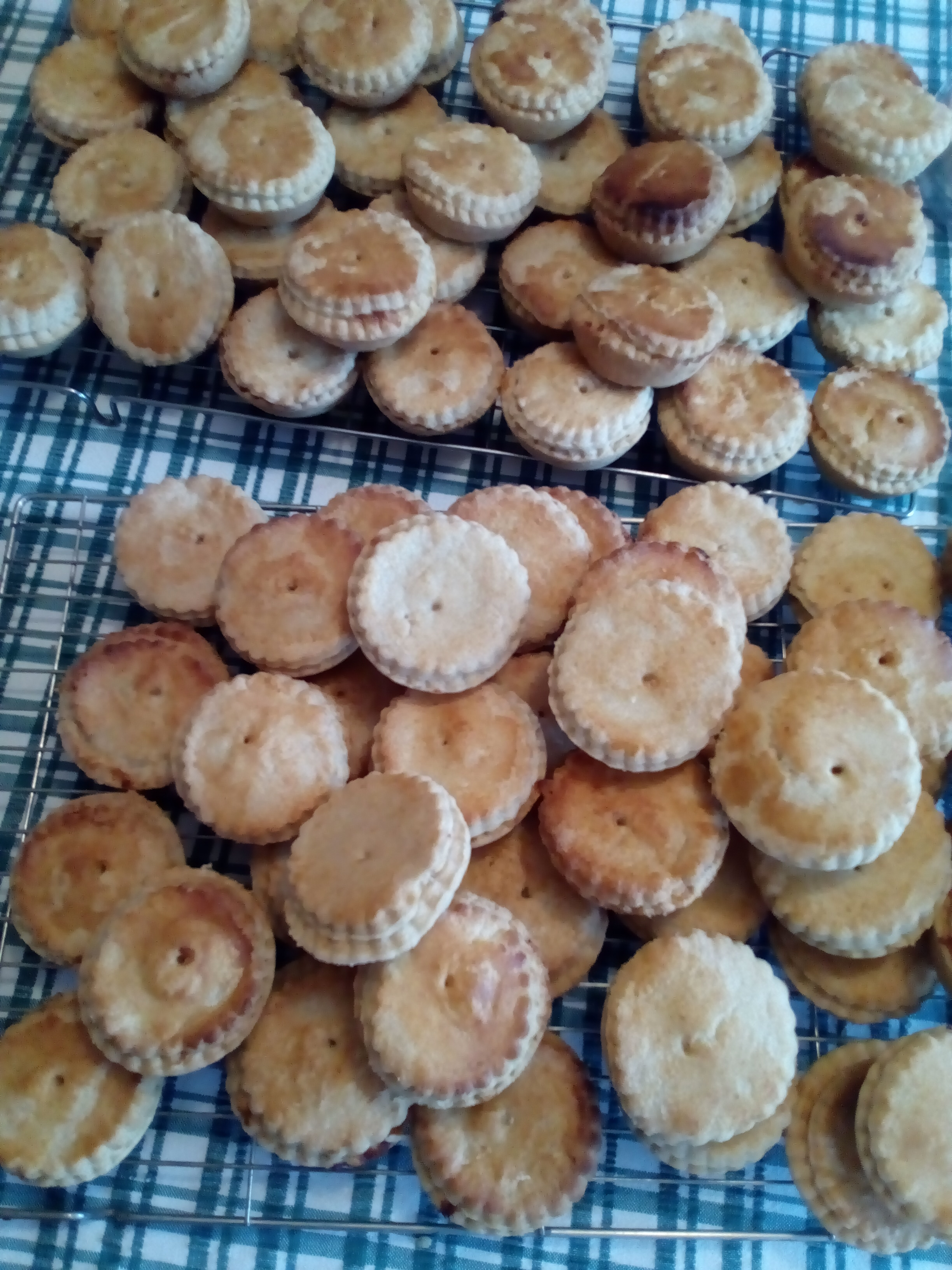
Zelfgebakken mince pies

Een mincepie is een typisch Britse zoete taart, gevuld met mincemeat, een mengsel van gehakte gedroogde vruchten, kruiden, niervet en soms gehakt vlees.
Mincepies zijn vooral populair rond kerst en hebben ook wel de naam 'christmaspie'. De combinatie van zoete en hartige ingrediënten is vrij kenmerkend voor gerechten uit de middeleeuwen.
Mincepies worden al veel eeuwen gegeten en het recept werd in de 13e eeuw door terugkerende kruisvaarders vanuit het Heilige Land meegenomen terug naar Groot-Brittannië. In de loop der tijden is het recept wat aangepast: de huidige mincepies zijn wat zoeter en wat kleiner dan die uit de 13e eeuw.